# 甲斐和里子
甲斐 和里子（かい わりこ、1868年（慶応4年）6月15日 - 1962年（昭和37年）11月27日）は、日本の教育者。京都女子大学の前身、顕道女学院の創始者。旧姓・足利。

## 略歴
現在の広島県福山市神辺町西中条生まれ。父は勝願寺の住職で、浄土真宗本願寺派の学者の足利義山。父が進徳教校（崇徳中学校・高等学校の前身）の教授になったため、1886年に広島開成舎に入学し英語・漢文を学ぶ。卒業した翌年の1890年、父の転勤に伴い京都に移る。仏教活動家平井金三の仏教系英学塾オリエンタルホールで英語を学ぶ。
明治初期の日本には各地でミッションスクールが創設されたが、仏教系の女子学校はほとんどなく、仏教精神の根ざした女子校が必要と教師の資格を得るため1893年、26歳で同志社女学校（同志社女子大学の前身）英語専科へ入学。1896年同校退学。同年甲斐駒蔵と結婚。1897年、神戸市立親和女学校（神戸親和女子大学の前身）、滋賀県大津高等女学校（滋賀県立大津高等学校の前身）に教員として勤務。
1899年、松田甚左衛門の助力を得て、仏教徒のための女学校「顕道女学院」を創設。翌1900年、夫と共に私塾文中園（同年11月、文中女学校と改称）を開設した。1910年、同校は西本願寺の援助を受けて京都高等女学校と合併、連合本部が経営主体となるが、和里子は1927年に退職するまで教員として教壇に立ち学生らの指導にあたった。
1962年（昭和37年）、95歳で死去。

## 人物
人柄はボーイッシュ、ユーモアを好む、活発、ジョークが上手、勉強熱心、秀才、誠実、男まさり、と表現されている。また、自己に厳しく、前向きに明朗な人格づくりを心掛けていたという。

## 著作リスト
- 『草かご』（真宗学研究所、1936年）
- 『落葉かご』（百華苑、1949年）